# Барашко, Илларион Матвеевич
Илларион (Иллари) Матвеевич Барашко (бел. Іларыён Барашка; 1905—1968) — белорусский советский писатель, кинодраматург, переводчик.

## Биография
Родился 25 июля 1905 года в Минске. Происходил из рабочей семьи. Мальчиком пошел работать курьером в профсоюз чернорабочих и носильщиков Минска; с 1920 года участвовал в разборе материалов Минского архива. Работа в архиве стала для него настоящей школой, отсюда он отправлял свои первые работы в газеты «Красная Смена» и «Советская Беларусь»; первые публикации появились в 1923 году. В 1924 году — секретарь Центрархива при ЦИК Белоруссии.
В начале 1920-х годов Илларион Барашко был актёром труппы В. Голубко (впоследствии Белорусского Третьего государственного театра); в 1924—1925 годах он был ответственным секретарём журнала «Пламя», в 1925—1927 — редактором журнала «Молодые пахари», в 1927—1929 — заместителем редактора газеты «Красная смена», в 1929—1931 годах — членом редколлегии и заместителем главного редактора журнала «Маладняк».
В 1930 году окончил Белорусский государственный университет. В 1932—1936 годах работал редактором на киностудии «Советская Беларусь». В 1938 году окончил сценарный факультет Московской киноакадемии.
Был участником Великой Отечественной войны; служил в политуправлении Тихоокеанского, а затем Черноморского флота. Редактировал журнал «В поддержку краснофлотской самодеятельности», писал очерки и брошюры о подвигах моряков, принимал участие в боевых действиях, был награждён медалями.
После войны работал в Министерстве культуры СССР, Министерстве культуры РСФСР; был секретарём парторганизации Комитета по делам искусств СССР. Директор — распорядитель музея подарков Сталину и один из организаторов «Объединённой выставки подарков И. В. Сталину» в декабре 1949 года.
Литературный
Автор романа «На беразе Волгі» (на белорусском языке), сборников «У прасторы: проза» (1926), «Комунары: Апавяданні» и «На разные темы: сборник прозы» (оба 1931), «Блізкія далі: апавяданні» (1959), сказок и рассказов для детей (сказка «Золотые орешки» (1930); Гуси-лебеди. (Добро всегда побеждает): Пьеса в 2 д. по мотивам нар. сказки для театров кукол. — М.: Отд. распространения драм. произведений ВЧОАП, 1963. — 29 л. и др.)
Написал сценарии художественных фильмов «Днепр в огне» (1937), «Георгий Скорина» (1963), «Якуб Колас — народный поэт Беларуси», ряду документальных кинолент. Перевёл с белорусского языка ряд драматургических произведений, в частности, пьесу А. И. Мовзона «Константин Заслонов» (М.: изд-во и стеклогр. Всесоюз. упр. по охране авт. прав, [1947]. — 71 с.) и пьесу Кузьма Чорного «Иринка» (М.: Отд. распространения ВУОАП, 1941. — 106 с.).
Умер 3 июня 1968 года в Москве. Похоронен на Введенском кладбище (уч. 5).